# 敏珠林寺
敏珠林寺（藏語：སྨིན་གྲོལ་གླིང།，威利转写：smin grol gling，THL：min-dröl ling）藏语称敏珠林，又译敏竹林、敏卓林，是藏传佛教宁玛派（红教）的六大寺庙之一，位于中华人民共和国西藏自治区山南市扎囊县。

## 历史
敏珠林由卢梅·楚臣西绕首创于10世纪末。清康熙十六年（1676年；一说建于1677年，即藏历第十一绕迥火蛇年），五世达赖的经师——宁玛派伏藏大师德达林巴在原来的基础上对寺院进行了重修和扩建。
康熙五十七年（1718年），準噶爾军官才朗珠布下令禁止宁玛派信仰，并毁坏宁玛派的佛像、经书和佛塔等。敏珠林的活佛、经师、译师、施主等多死于战乱之中，寺院中的珍贵文物也遭到毁灭性破坏。康熙五十九年（1720年），在七世达赖与僧俗官员的倡导下，宁玛派信仰被恢复，各地被毁的宁玛派寺庙也得到修复。吾坚尕桑和吾坚曲扎两位格西主持重修了敏珠林。
敏珠林是后宏期南路宏法的主寺，前藏宁玛派的三座著名寺院之一。1959年，部分僧众流亡印度，并于1965年在印度德拉敦重建了寺庙。文革期间，其他两所寺院——多吉扎寺和白日寺被毁，敏珠林虽然亦遭到极大破坏，但基本格局得以保存，并在文革後被修复。2006年，中国国务院将寺院列入第六批全国重点文物保护单位名单。

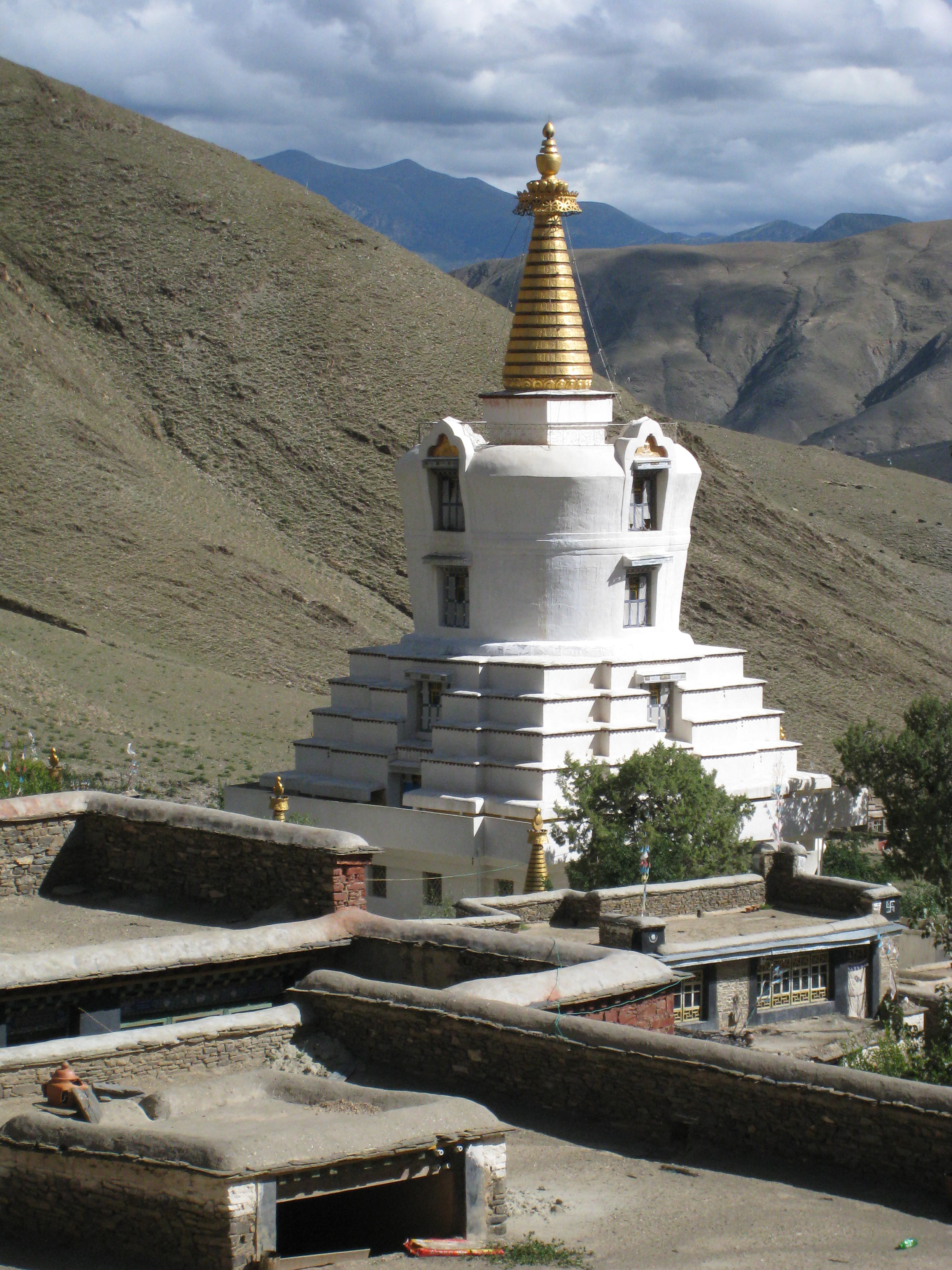

## 建筑
敏珠林坐落在扎囊河以东，四面群山环抱。寺院围墙呈多边形，主体建筑坐西朝东，规模宏大，现存面积约10万平方米。寺内主要建筑为祖拉康佛殿，坐西向东，高三层：底层为大经堂，面阔五间，进深六间，中有20根方柱；二层中央为天井，周围有五座小佛殿和僧舍；三层有两间佛殿，其中的喇嘛拉康佛殿内，绘有宁玛派历代著名喇嘛像。主殿墙壁上绘有多头多臂、面目狰狞的护法神像，具有宁玛派寺院的特点，是西藏密宗艺术的代表。

## 影响
敏珠林主持历算和编写修正《藏历年表》，并以藏文书法、藏医藏药、藏香制作而著称。

## 敏珠林传承世系
宁玛派各派的的传承体系，主要有敏珠林、噶陀、多杰札、白玉、佐钦、协庆六大系统，及其它较小的系统。敏珠林传承包括首座世系与堪布世系两脉：

### 首座世系
- 仁增居美多杰（Rigzin Jurme Dorje）

- 久美仁千南甲（Tri Gyalsay Rinchen Namgyal）

- 久美贝玛登津（Tri Jurme Pema Tenzin）

- 久美钦列南甲（Tri Jurme Thrinley Namgyal）

- 久美贝玛汪甲（Tri Jurme Pema Wangyal）

- 久美桑杰衮噶（Tri Jurme Sange Kunga）

- 久美意欣汪甲（Tri Jurme Yidzhin Wangyal）

- 久美德千欲竹（Tri Jurme Dechen Chogdrub）

- 久美贝玛汪千（Tristsab Pema Wangchen）

- 晋美敦珠旺嘉（Tri Jurme Dondrub Wangyal）

- 晋美昆桑旺嘉（Tri Jurme Kunzang Wangyal）

### 堪布世系
- 甲舍登贝尼玛（Khen Gyalsay Tenpai Nyima）

- 罗千达玛师利（Khen Lochen Dharmashri）

- 邬金登津多杰（Khen Ogyen Tenzin Dorje）

- 桑雅登津（Khen Sangnag Tenzin）

- 邬金却佩（Khen Ogyen Choephel）

- 仁津桑波（Khen Rigzin Zangpo）

- 衮噶楚钦（Khen Kunga Tsultrim Dorje）

- 雅汪千哲诺布（Khen Ngawang Khentse Norbu）

- 雅汪千然甲称（Khen Khyenrab Gyatso）

## 外部連結
- （英文）流亡印度的新建敏珠林網站